# 歐陽日華
歐陽日華（英語：Kane Ao Ieong，澳門新一代歌手，同時亦為澳門演藝人協會的副會長。2014年於澳門出道，2016 年遠赴韓國進行歌舞培訓（三週），便以成為全方位唱跳歌手目標前進。2017年末與韓國新生代女Rapper Kisum進行跨國音樂合作，同年成為2017澳門除夕倒數演唱會唯一澳門歌手代表。

## 簡歷
中學時期開始已活躍於澳門 歌唱比賽，曾入選中國好聲音澳門站15強，榮獲「柏蕙杯」2011年全澳青少年普通話歌唱比賽亞軍及最受歡迎獎、2011青少年藝能歌唱大賽冠軍、澳廣視《SING擂台3》台主及總決賽季軍。
出道初期以憂鬱情歌風格為主，近年嘗試不同曲風，更致力於學習舞蹈，務求向全方位發展。
於2014年首次參與除夕倒數晚會，以跳唱形式演繹 Michael Jackson 的《Beat It》，令人眼前一亮。
2016 年遠赴韓國進行歌舞培訓，以成為全方位唱跳歌手目標前進。2017年末與韓國新生代女Rapper Kisum進行跨國音樂合作，推出新曲《Crazy For You》，帶領澳門音樂走向國際，同年更成為2017澳門除夕倒數演唱會唯一澳門歌手代表。
除歌唱事業外，他亦參演《燈塔下的戀人》、扶康會勵志微電影《熱唱吧！兄弟》、澳門原創戶外音樂劇《兔宮燈》及《芝麻高高歌劇團》等劇目。2017年參演青春電影《那一年，我17》2018參演本地原創電影《熱唱吧！少女》及微電影《拾星歲月》、《綿羊》。
2018年正式於香港出道，第一首派台歌為與Kisum合作作品《Crazy For You》，因長相酷似香港歌手張敬軒，引起網民熱議，更被選中與張敬軒及另外九位參加者同枱食飯，其後歐陽日華先後於社交平台上載張敬軒不同班同學的惡搞MV，以及伙拍同為澳門歌手的好友彭永琛的降兩度版我本人翻唱MV，再度引起外界關注。

## 音樂作品
- 2017
  - Crazy For You Feat. Kisum
- 2018
  - SAME SAME Feat. Romeu施朗明